# Rhacalysia rufobalteata
Rhacalysia rufobalteata är en stekelart som beskrevs av Cameron 1910. Rhacalysia rufobalteata ingår i släktet Rhacalysia och familjen bracksteklar. Inga underarter finns listade i Catalogue of Life.